# بالدرزهایم
بالدرزهایم (به فرانسوی: Baldersheim) یک کمون در فرانسه است که در canton of Illzach واقع شده‌است. بالدرزهایم ۱۲٫۷۶ کیلومتر مربع مساحت دارد ۲۲۷ متر بالاتر از سطح دریا واقع شده‌است.